# Tribunal de Vigilancia de Inteligencia Extranjera de los Estados Unidos
El United States Foreign Intelligence Surveillance Court (FISC) (Tribunal de Vigilancia de Inteligencia Extranjera de los Estados Unidos) es un tribunal federal estadounidense creado y autorizado por la Foreign Intelligence Surveillance Act (FISA) (Ley de Vigilancia de la Inteligencia Extranjera) en 1978.
El tribunal supervisa solicitudes de vigilancia contra presuntos agentes de inteligencia extranjeros dentro de los Estados Unidos por las agencias de seguridad federales (principalmente, la Agencia de Seguridad Nacional y la Oficina Federal de Investigación). El Congreso promulgó la Ley de Vigilancia de la Inteligencia Extranjera y su tribunal (también conocido como tribunal FISA) como consecuencia de las recomendaciones del Comité Church del Senado de los Estados Unidos. Sus poderes han evolucionado y ampliado hasta el punto de que es «casi una Corte Suprema paralela».
En 2013, una orden clasificada emitida por el tribunal fue filtrada a los medios de comunicación por Edward Snowden. Esa orden que requería a la compañía de telecomunicaciones Verizon entregar datos telefónicos diariamente -incluyendo datos telefónicos domésticos- a la NSA, desató una ola de protestas y críticas generalizadas.

## Órdenes de vigilancia FISA
Todas las solicitudes de las órdenes de vigilancia (conocidas como órdenes FISA) son presentadas ante un juez individual del tribunal. El tribunal puede permitir que terceros presenten alegaciones en calidad de amici curiae. En el caso de que el Fiscal general determine la existencia de una emergencia puede autorizar la vigilancia electrónica antes de obtener la autorización del tribunal FISC, después de lo cual el Fiscal general o alguien designado por él tiene que notificarlo al tribunal en un plano que no sea superior a las 72 horas, como estable el § 1805 del Código de los Estados Unidos.
Si una solicitud es rechazada por un juez del tribunal, el gobierno federal no tiene permitido hacer la misma solicitud ante otro juez del tribunal, pero puede apelar ante el Tribunal de Vigilancia de Inteligencia Extranjera de Estados Unidos de Revisión. Estos recursos son escasos: la primera apelación de la FISC ante el Tribunal de Revisión fue hecha en 2002 (In re Sealed Case No. 02-001), 24 años después de la fundación de la corte.
Es poco habitual que las solicitudes de órdenes FISA sean rechazadas por el tribunal. Durante los 25 años transcurridos desde 1979 hasta 2004, se concedieron 18.742 autorizaciones, mientras que sólo cuatro fueron rechazadas. Menos de 200 solicitudes tuvieron que ser modificadas antes de ser aceptadas, casi todos ellas en 2003 y 2004. Las cuatro solicitudes rechazadas eran todas de 2003, y las cuatro fueron parcialmente concedidas después de haber sido sometidas a revisión por parte del gobierno. De las peticiones que tuvieron que ser modificadas, pocas o ninguno lo fueron antes del año 2000. Durante los siguientes ocho años, de 2004 a 2012, fueron concedidas más de 15.100 órdenes, mientras siete se rechazaron. En total, durante el período de 33 años, el tribunal FISA ha concedido 33.942 órdenes, con sólo 11 denegaciones - una tasa de rechazo del 0,03% del total de solicitudes.
| Año       | # Solicitudes presentadas | # Solicitudes modificadas | # Solicitudes rechazadas | N.º acumulado # Órdenes emitidas |
| --------- | ------------------------- | ------------------------- | ------------------------ | -------------------------------- |
| 1979–1999 | 12,082                    | Datos incompletos         | 0                        | 12,090                           |
| 1979      | 199                       | 0                         | 0                        | 207                              |
| 2000      | 1,005                     | 1                         | 0                        | 13,102                           |
| 2001      | 932                       | 2                         | 0                        | 14,036                           |
| 2002      | 1,228                     | 2                         | 0                        | 15,264                           |
| 2003      | 1,724                     | 79                        | 4                        | 16,988                           |
| 2004      | 1,758                     | 94                        | 0                        | 18,742                           |
| 2005      | 2,074                     | 63                        | 0                        | 20,814                           |
| 2006      | 2,181                     | 77                        | 1                        | 22,990                           |
| 2007      | 2,371                     | 86                        | 4                        | 25,360                           |
| 2008      | 2,082                     | 2                         | 1                        | 27,443                           |
| 2009      | 1,329                     | 14                        | 1                        | 28,763                           |
| 2010      | 1,511                     | 14                        | 0                        | 30,342                           |
| 2011      | 1,676                     | 30                        | 0                        | 32,087                           |
| 2012      | 1,789                     | 40                        | 0                        | 33,942                           |
| TOTAL     | 33,949                    | Datos incompletos         | 11                       | 33,942                           |

## Carácter secreto
Debido a la naturaleza sensible de su actividad, el tribunal es un "tribunal secreto". Sus audiencias están cerradas al público. Si bien se mantienen registros de los procedimientos, estos no están disponibles para el público, aunque copias de algunos registros con información clasificada llegaron a publicarse. Debido al carácter reservado de sus deliberaciones, por lo general sólo los abogados del gobierno están autorizados a comparecer ante el tribunal. Las audiencias pueden llevarse a cabo en cualquier momento del día o de la noche, entre semana o fines de semana, por lo que al menos un juez debe estar "de guardia" en todo momento para escuchar los testimonios y decidir si se emite o no una orden.

## Controversia del año 2013
En junio de 2013 una orden emitida por el tribunal FISA el 25 de abril de 2013 fue filtrada a los medios británicos. La orden instaba a la compañía de telecomunicaciones Verizon a entregar a la Agencia de Seguridad Nacional registros diarios de llamadas, incluyendo estadísticas globales de llamadas y datos de localización, de todas las llamadas registradas en su sistema, incluyendo llamadas telefónicas locales.
Este documento aportó una prueba irrefutable y provocó una oleada de protestas públicas y críticas al funcionamiento de tribunal, alegando que se excedía en su autoridad y violaba la Cuarta Enmienda por emitir órdenes de vigilancia globales.

## Composición
Cuando el tribunal fue fundado, se compoñía de siete jueces federales de distrito nombrados por el Juez presidente de los Estados Unidos, sirviendo cada uno un mandato de siete años, siendo nombrado cada año un juez. La Ley Patriota amplió el tribunal de siete a once jueces y exige que al menos tres de los jueces del tribunal vivan a veinte millas (32 km) del Distrito de Columbia. Ningún juez puede ser nombrado para este tribunal más de una vez, y ningún juez puede formar parte del Tribunal de Revisión y el tribunal de la FISA.

### Miembros en 2013[15]
| Juez                       | Distrito judicial                | Data de nombramiento  | Fin mandato        |
| -------------------------- | -------------------------------- | --------------------- | ------------------ |
| Reggie Walton (presidente) | Distrito de Columbia             | 19 de mayo de 2007    | 8 de mayo de 2014  |
| Rosemary M. Collyer        | Distrito de Columbia             | 8 de marzo de 2013    | 7 de marzo de 2020 |
| Raymond J. Dearie          | Distrito oriental de Nueva York  | 2 de julio de 2012    | 1 de julio de 2019 |
| Claire Eagan               | Distrito norte de Oklahoma       | 13 de febrero de 2013 | 18 de mayo de 2019 |
| Martin L.C. Feldman        | Distrito oriental de Luisiana    | 19 de mayo de 2010    | 18 de mayo de 2017 |
| Thomas Hogan               | Distrito de Columbia             | 18 de mayo de 2009    | 18 de mayo de 2016 |
| Mary A. McLaughlin         | Distrito oriental de Pensilvania | 18 de mayo de 2008    | 18 de mayo de 2015 |
| Michael W. Mosman          | Distrito de Oregón               | 4 de mayo de 2013     | 3 de mayo de 2020  |
| F. Dennis Saylor IV        | Distrito de Massachusetts        | 19 de mayo de 2011    | 18 de mayo de 2018 |
| Susan Webber Wright        | Distrito oriental de Arkansas    | 18 de mayo de 2009    | 18 de mayo de 2016 |
| James Zagel                | Distrito norte de Illinois       | 18 de mayo de 2008    | 18 de mayo de 2015 |